# Aspa (slak)
Aspa is een geslacht van weekdieren uit de klasse van de Gastropoda (slakken).

## Soort
- Aspa marginata (Gmelin, 1791)